# Дом с беременными кариатидами
Дом с бере́менными кариати́дами (Руднёвка) — здание в Мещанском районе Москвы по адресу Большой Головин переулок, дом 22. До революции в нём располагался самый престижный публичный дом Грачёвки, знаменитого московского «квартала красных фонарей» в районе современной Сретенки. Здание отличается насыщенным лепным декором фасада и украшено уникальными скульптурами — беременными кариатидами, которые служили своеобразной вывеской заведения.

## История

### Грачёвка
В 1844 году при Сретенской полицейской части был создан специальный медицинский комитет, сотрудники которого дважды в неделю проводили осмотр всех работниц публичных домов: такая мера являлась попыткой остановить эпидемию венерических болезней, в тот момент охватившую столицу. В Российской империи проституция была легальна, а для облегчения работы сотрудников нового комитета разрешение на открытие новых борделей стали выдавать как можно ближе к участку. Так в районе Грачёвки (современная Трубная улица) начал стремительно разрастаться «квартал досуга», многочисленные описания которого оставили в своих произведениях современники Владимир Гиляровский, Василий Перов, Николай Щапов и другие. В конце XIX века в этом районе было около 30 землевладений на 100 дворов, из которых 97 занимали «всевозможные притоны и вертепы».
Большой Головин переулок, до 1906 года — Соболев, был самым разгульным из всей Грачёвки. Атмосфера, царившая в этом месте, красноречиво описана в рассказе писателя Антона Чехова «Припадок». Литератор снимал жильё в районе Сретенки и ему постоянно приходилось менять квартиры из-за шума и неприличного поведения завсегдатаев местных кабаков и домов терпимости. Сохранилось его письмо владельцу издания «Новое время» Алексею Суворину с жалобой на отсутствие публикаций о проблемах района: Чехов прямо говорил, что «Соболев переулок — это рабовладельческий рынок».

### Руднёвка
В 1875 году в середине переулка был построен трёхэтажный дом в стиле модерн, однако сведений об авторе здания не сохранилось: как и в случае с большим количеством окрестных домов, зодчие предпочитали сохранять анонимность и не вредить своей репутации работами в неблагополучных районах. В городском архиве Москвы сохранились чертежи перестройки конца XIX века, подписанные архитектором Николаем Воскресенским. К зданию был добавлен четвёртый этаж, а внутренние помещения перепланировали и разделили на множество отдельных маленьких комнат. Хотя в ряде источников Воскресенскому приписывают авторство всего проекта, исследователи истории Москвы предполагают, что знаменитый зодчий выступил лишь рецензентом и дал разрешение на проведение работ по долгу службы — в период с 1888 по 1894 год он занимал пост участкового архитектора.
При том, что в Грачёвке подавляющее большинство домов занимали полулегальные и нелегальные заведения, в районе также проживали рядовые москвичи. Часто бывало, что в одном и том же здании располагались и дома терпимости, и квартиры добропорядочных горожан. Вероятно, этим объясняется асимметричная структура фасада дома № 22: с левой стороны входная группа под выступающим балконом украшена сдержанно, а в правой части балкон «поддерживают» беременные кариатиды. Согласно городской легенде, необычная форма скульптур преследовала две цели: во-первых, служить заметной вывеской, приглашающей посетителей в заведение, а во-вторых, предостерегать работавших там женщин от неаккуратности наглядным примером возможных последствий.
Цена услуг в Руднёвке была самой высокой во всей Грачёвке и достигала 15 рублей за главный аттракцион — визит в турецкую комнату. Зал, декорированный в османском стиле, считался наиболее изысканным и посещался строго по предварительной записи:
Стены этой комнаты, потолок, пол, двери обиты недешёвыми коврами; около стен поставлены мягкие кушетки, посредине стоит двухспальная роскошная кровать с пружинами; над кроватью висит щегольская люстра и в заключение по стенам несколько зеркал.
С 1908 года городское правительство постепенно начало закрывать публичные и игорные дома, расселять старых жильцов и «расчищать район». В освободившихся зданиях квартиры сдавались внаём, причём по ценам ниже среднегородских, чтобы компенсировать устоявшуюся дурную славу. Дом № 22 стал использоваться как доходный и был жилым почти век. После распада СССР здание сдавали в аренду под офисы. По состоянию на осень 2018 года оно не имеет охранного статуса и находится в состоянии, близком к аварийному.
- Дом с беременными кариатидами, 2018 год
- Скульптура беременной кариатиды на правой входной группе
- Украшение на правой входной группе
- Левая половина фасада